# Anhorn (Familie)
Die Pfarrertradition der Familie Anhorn wurde von Bartholomäus Anhorn begründet. Seine Vorfahren bekleideten in Fläsch das Seckelmeisteramt und waren eifrige Anhänger des reformierten Glaubens.

## Geschichte
Aus fünf Generationen Anhorn gingen insgesamt sechs Pfarrer hervor. Diese waren nach der Flucht aus der Bündner Herrschaft vor allem in der Ostschweiz tätig. Ein Sohn Bartholomäus Anhorns, ebenfalls mit Namen Bartholomäus Anhorn, sowie ein Enkel liessen sich 1634 beziehungsweise 1637 in St. Gallen einbürgern, ein anderer Enkel im Jahr 1659 in Wolfhalden.
Die St. Galler Anhorn, die sich den Beinamen von Hartwis zulegten, nahmen in der zweiten Hälfte des 17. Jahrhunderts eine angesehene Stellung ein. Sie stellten unter anderem Stadtarzt und Münzmeister. Ein Nachkomme war ab 1723 Leibarzt am schwedischen Königshof. Seine Söhne wurden im Jahr 1752 im russischen Heer zu Obersten, später zu Generälen befördert und in den Freiherrenstand erhoben. Ihre Nachkommen lebten angeblich noch im 19. Jahrhundert in Russland.